# Унутрашња политика
Унутрашња политика, често називана и унутрашњим пословима или домаћа политиком, је административна политика која је директно повезана са свим питањима и активностима унутар граница једне земље. Разликује се од спољне политике, која се бави тиме како влада остварује своје интересе ван својих граница. Унутрашња политика покрива широк спектар области унутар државе. Под тиме спада пословање, образовање, енергетика, здравство, спровођење закона, новац и порези, природни ресурси, социјална сигурност и лична права и слободе.

## Осмишљавање и спровођење унутрашње политике
Облик владавине једне државе у великој мери одређује начин на који се њена унутрашња политика формулише и спроводи. У ауторитарним владама, владајућа група може да следи своје унутрашње политичке циљеве без доприноса или сагласности људи којима владају. У парламентарним демократским друштвима воља грађана има много већи утицај.
У демократији, изабрани лидери, законодавна тела и специјализоване владине агенције су првенствено одговорни за формално обликовање унутрашње политике државе. Многи други фактори такође играју улогу у процесу. Бирачи, на пример, одређују који појединци и политичке странке имају моћ да одређују политику. Медији шире информације о домаћим питањима и утичу на уверења и мишљења људи. Лобисти, активистичке групе и друге организације такође настоје да утичу на политику различитим методама. Такве методе могу укључивати новчане донације, обећавања подршке, рекламне кампање или демонстрације и протесте.
Ефикасност унутрашње политике зависи од владине бирократије (система органа и агенција) која спроводи законе и програме. У неким случајевима, бирократије раде споро или неефикасно, или не спроводе политику како је првобитно планирано. Унутрашња политика се такође може суочити са изазовима на судовима. У многим земљама судови имају овлашћење судског преиспитивања, што омогућава њиховим судијама да одбаце сваку законодавну или извршну радњу за коју сматрају да је у супротности са уставом државе.